# Никитино (Краснодарский край)

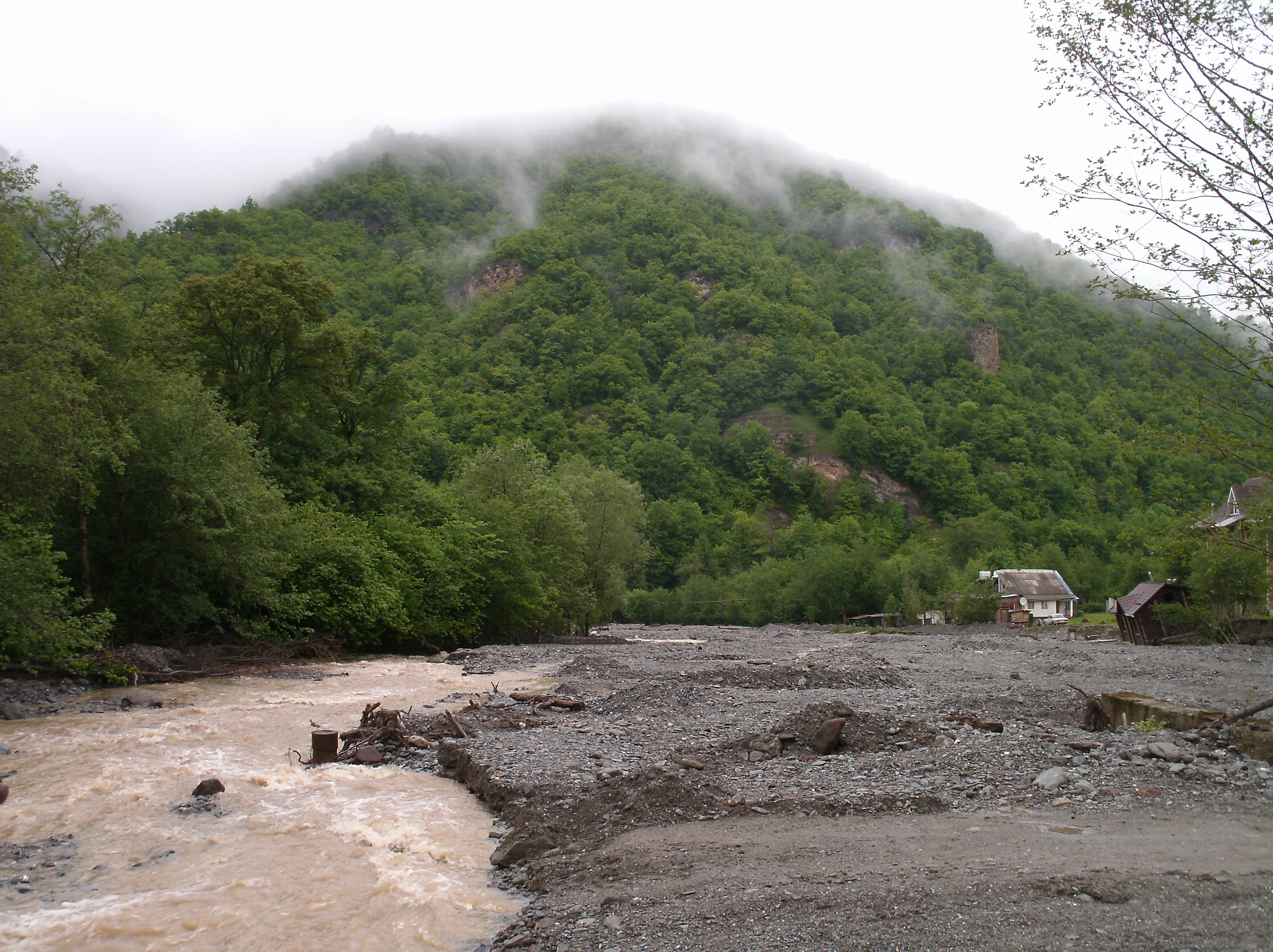

Никитино — посёлок в Мостовском районе Краснодарского края России. Входит в состав Псебайского городского поселения.

## География
Расположен на реке Малая Лаба, в 16 км выше по течению (южнее) посёлка Псебай — центра городского поселения. 

## Население
| 2002 | 2010 |
| ---- | ---- |
| 78   | ↘24  |

## Улицы
- пер. Школьный,
- ул. Вериют,
- ул. Главная,
- ул. Горная,
- ул. Дачная,
- ул. Заводская,
- ул. Лесная,
- ул. Набережная,
- ул. Октябрьская,
- ул. Речная,
- ул. Школьная,
- ул. Проезжая.